# ژلزنوگورسک، کراسنویارسک
شهر ژلزنوگورسک، کراسنویارسک (به روسی: Железногорск) در کشور روسیه و در کرای کراسنویارسک واقع شده‌است.